# Bruno Martini (Fußballspieler)
Bruno Martini (* 25. Januar 1962 in Nevers; † 20. Oktober 2020 in Montpellier) war ein französischer Fußballspieler.

## Leben
Martini war als Torwart bei der Europameisterschaft 1992 die Nummer eins der französischen Mannschaft und absolvierte infolgedessen drei EM-Spiele. Bei der EM 1996 war er nur zweite Wahl hinter Bernard Lama. Zwischen August 1987 und Mai 1996 kam Martini in 31 Länderspielen für les Bleus zum Einsatz.
Martini bestritt insgesamt 492 Erstligaspiele (65 für die AS Nancy, 322 für die AJ Auxerre sowie 105 für Montpellier HSC) und erzielte dabei sogar ein Tor, gewann aber nie einen Titel: bei Auxerres Pokalsieg 1994 stand er nicht in der Endspielelf, und als der Verein 1996 sogar den Doublé gewann, hütete er bereits bei Montpellier das Tor. 1987 und 1991 wurde er jeweils als bester Torhüter mit der Étoile d’Or von France Football ausgezeichnet. Später war er Torwarttrainer der Équipe Tricolore. Ab 2014 war er in unterschiedlichen Funktionen wieder beim HSC Montpellier tätig.
Am 20. Oktober 2020 verstarb Martini infolge eines Herzstillstands, den er in der Woche zuvor auf dem Gelände des Trainingszentrums des HSC Montpellier erlitten hatte.